# Église Saint-Sixte de Plaisance
L'église Saint-Sixte (en italien : Chiesa di San Sisto) est une église catholique romaine, de style renaissance, située à Plaisance, de la région Émilie-Romagne, Italie.

## Histoire
L'église et un couvent attenant à l'hôpital sont fondés en 874 par la reine Engelberge, épouse de l'empereur Louis II, exilée quelques années après la mort de ce dernier. En 882, elle est autorisée à retourner en Italie, où elle devient abbesse du couvent bénédictin.
Le monastère s'enrichit grâce à d'importants privilèges et donations. Plusieurs ordres de moines et moniales se succèdent pour le contrôle du monastère jusqu'en 1425, année où l'établissement est confié à l'ordre des bénédictins du mont-Cassin. En 1499 ceux-ci  commandent à l’architecte Alessio Tramello la construction de l'église actuelle, qui est consacrée en 1511.
La façade, de  style maniériste, est achevée en 1591,.
Pendant des siècles jusqu'à la dissolution des monastères par les Français en 1809, l'abbaye de San Sisto est le plus important monastère bénédictin de Plaisance. L'abbaye a ensuite été largement utilisée comme caserne et l'église abbatiale est devenue une église paroissiale.

## Description

### Extérieur
La façade de l'édifice de style maniériste a été achevée en 1591, rénovée en 1755 et restaurée en 1969.

### Intérieur
On entre dans l'abbaye par un portail datant de 1622, qui mène au cloître datant de la seconde moitié du XVIe siècle. Le plan de l'église comporte trois nefs avec des chapelles sur les côtés et une grande crypte. Deux chapelles sont situées aux extrémités du transept. Le chœur en bois est une œuvre de Pietro da Gio Pambianco Colorno et Bartolomeo da Busseto. Dans l'abside de gauche se trouve la tombe inachevée de Marguerite de Parme, duchesse de Parme et Plaisance.

#### La Madone Sixtine

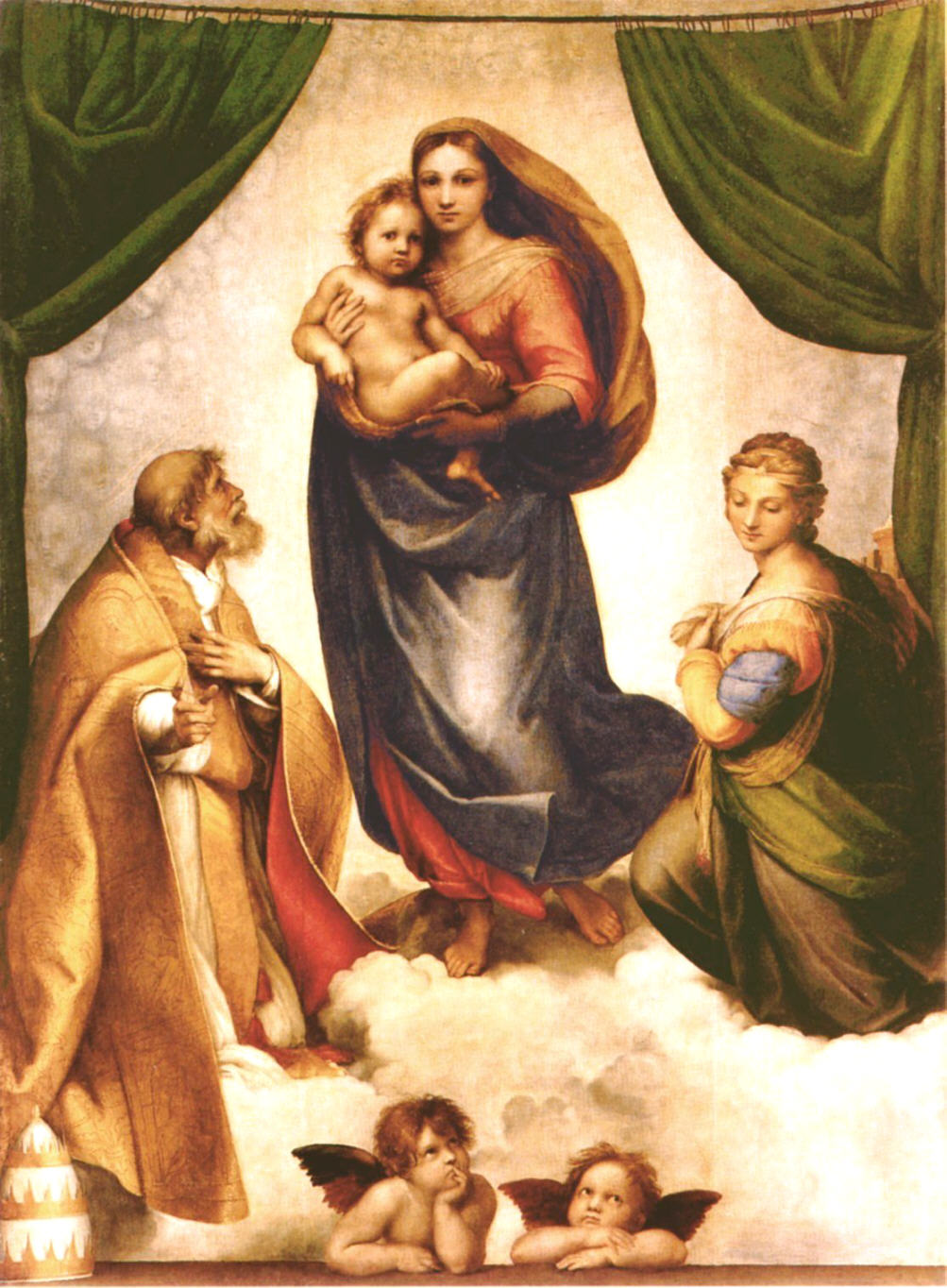
La Madone Sixtine

Dans l'église  Saint-Sixte figure une copie du tableau par Giuseppe Nogari de La Madone Sixtine.
L'original de la Madone Sixtine a été créé en 1512-1513 par Raphaël pour le maître-autel de l'église du monastère de San Sisto. C'est une commande du pape Jules II pour  célébrer la victoire des États pontificaux et l'incorporation de la ville de Plaisance en 1512. En 1754, la peinture est vendue à Auguste III de Saxe qui l'expose dans sa collection à Dresde. L'original de l'église est alors remplacé par une copie de Giuseppe Nogari. Après la Seconde Guerre mondiale, la peinture est emportée avec d'autres tableaux du musée comme butin de guerre à Moscou où elle restera jusqu'en 1955. Au printemps 1955, les autorités soviétiques acceptent de rendre les tableaux, et les exposent gratuitement à la population pendant 90 jours avant de les renvoyer à Dresde.